# 白绵毛荆芥
白绵毛荆芥（学名：Nepeta leucolaena）为唇形科荆芥属下的一个种。

## 扩展阅读
- 維基物種上的相關：白绵毛荆芥